# Józef Eichstädt
Józef Eichstädt (ur. 26 sierpnia 1906 w Ujściu, zm. 28 listopada 1966 w Poznaniu) – polski kontrabasista, pedagog, autor podręcznika Szkoła na kontrabas cztero- i pięciostrunowy.

## Życiorys
Urodził się jako piąte z sześciorga dzieci Hermana Eichstädta i Pelagii z domu Krygier. Tak jak całe rodzeństwo od najmłodszych lat uczył się gry na instrumentach muzycznych. W 1918r. ukończył 7 klasową szkołę powszechną w Ujściu a w 1922 wstąpił do orkiestry 58 pp, gdzie jako elew grał na waltorni. Naukę gry na kontrabasie rozpoczął w 1925 w Państwowym Konserwatorium w Poznaniu u Adama Bronisława Ciechańskiego, które to ukończył w 1933 dyplomem z najwyższym odznaczeniem. W 1933 poślubił Helenę Karwacką (1908-83) która była krewną Ciechańskiego. Dochował się z nią syna Janusza (1935-2005). Pracę muzyka (jeszcze jako uczeń) podjął w 1927 w Operze Pomorskiej  w Toruniu, a od 1928 roku pracował w orkiestrze Opery Poznańskiej.
Na początku okupacji grywał w restauracji Grand Café w Bydgoszczy. W roku 1940 dzięki Ciechańskiemu przeniósł się do Krakowa gdzie razem grali przy jednym pulpicie w Filharmonii Generalnego Gubernatorstwa. W 1946 wrócił do Poznania gdzie ponownie zaczął pracować w Operze Poznańskiej na stanowisku vice-koncertmistrza a po śmierci Ciechańskiego w 1957 na stanowisku koncertmistrza.
W latach 50 był nauczycielem muzyki z tytułem Profesora w Państwowej Szkole Muzycznej nr 1 w Poznaniu. Wtedy napisał Szkołę na kontrabas cztero- i pięciostrunowy czyli 2-tomowy podręcznik który do dziś jest podstawowym podręcznikiem do gry na kontrabasie.
Wielokrotnie występował jako solista w filharmoniach krajowych oraz Polskim Radiu. Brał też udział w wyjazdach zagranicznych: do Moskwy w  1952 gdzie jego gra spodobała się samemu Józefowi Stalinowi – przywódcy ZSRR który to wręczył mu specjalną nagrodę, oraz do Jugosławii w 1962 gdzie wystąpił w radiu Zagrzeb. W swoim repertuarze miał ok. 27 koncertów. 
Eichstädt całe swoje życie związał w Wielkopolską i mimo licznych próśb wyjazdu nawet na lepsze stanowisko zawsze (prócz lat okupacji) pozostał wierny Poznaniowi i Wielkopolsce. Odmówił między innymi posady w szkole muzycznej w Szczecinie. Jedną z takich próśb wystosował do niego Feliks Nowowiejski – autor muzyki do „Roty” Marii Konopnickiej. Proponował on mu wyjazd do Zurychu, na co Eichstädt odmówił.

Z całego serca polecam pana Józefa Eichstädta jako solistę-kontrabasistę dla stowarzyszenia Tonhalle(...)Jego gra w orkiestrze-pewna i niezawodna. Jego ton jest wielki szlachetny, zaś jego technika -wyborna,Pan Eichstädt jest niezwykle utalentowanym artystą i posiada doświadczenie solistyczne, jak i operowe. Z pewnością będzie, jako członek orkiestry, ozdobą i chlubą. Jego solowy repertuar jest szeroki, on potrafi grać koncerty: Bottesiniego, Kusewickiego, Findeisena,Laska, Dietricha, poza tym sonaty Miscka, Bottesiniego itd. (...)
Z poważaniem, Feliks Nowowiejski

Zmarł po ciężkiej chorobie płuc w Poznaniu. Przemówienie na jego pogrzebie wygłosił dyrektor Opery Poznańskiej Robert Satanowski mówiąc: „Byłeś wielkim mistrzem sztuki operowej  i wielkim zostaniesz w naszej pamięci”. Pochowany został na cmentarzu Bożego Ciała w Poznaniu.

## Upamiętnienie
Pod koniec roku 2016 w związku z 50 rocznicą śmierci zorganizowano wystawę: "Józef Eichstadt Paganini kontrabasu" poświęconą jego życiu. Nad wystawą patronat honorowy obięły dyrekcje Opery w Poznaniu  z Akademią Muzyczną w Poznaniu. Wystawa została zaprezentowana w Ujściu, Operze Poznańskiej oraz w Akademii Muzycznej w Poznaniu.